# Acanthopale longipilosa
Acanthopale longipilosa là một loài thực vật có hoa trong họ Ô rô. Loài này được Mildbr. ex Bremek. mô tả khoa học đầu tiên năm 1943.